# معركة شوشان
كانت معركة شوشان معركةً بين الآشوريين والعيلاميين. كان الملك الآشوري آشوربانيبال قد سئم من هجمات العيلاميين على بلاد ما بين النهرين وقرر تدمير شوشان كعقاب.
في عام 647 قبل الميلاد، قام الملك الآشوري آشوربانيبال بتسوية المدينة خلال الحرب التي ربما شارك فيها شعب شوشان على الجانب الآخر. كشفت اللوحة، التي اكتشفها أوستن هنري لايارد في عام 1854 بنينوى، عن آشوربانيبال «المنتقم»، الساعي إلى الانتقام من الإهانات التي ألحقها العيلاميون في بلاد ما بين النهرين على مر القرون. آشوربانيبال يملي القصاص الآشوري بعد حصاره الناجح لشوشان:
| معركة شوشان | غزوت شوشان، المدينة المقدسة العظيمة، مقر آلهتهم، مقعد أسرارهم. دخلت قصورها، فتحت خزائنها حيث جمعت الفضة والذهب والسلع والثروة... لقد دمرت الزقورة في شوشان. لقد حطمت قرونه النحاسية اللامعة. لقد قلصت من معابد عيلام. آلهتهم وآلهتهم مبعثرة إلى الرياح. دمرت قبور ملوكهم القدامى والحديثين، وعرضتها للشمس، وحملت عظامهم نحو أرض آشور. لقد دمرت محافظات عيلام وعلى أرضهم زرعت الملح. | معركة شوشان |